# Havets arbejdere
Havets arbejdere (opr. Les Travailleurs de la mer) er en fransk roman fra 1866, skrevet af Victor Hugo. Den blev oversat til dansk i 1944. 
Havets arbejdere handler om drømmeren og sømanden Gilliatt, der i håb om at vinde Déruchettes kærlighed drager ud på den umulige opgave at redde resterne fra hendes faders forliste skib. Gilliatt er som person et typisk eksempel på Hugos altopofrende helte, der helt alene overvinder fx naturens kræfter.
| Bog | Spire Denne artikel om bøger og tidsskrifter er en spire som bør udbygges. Du er velkommen til at hjælpe Wikipedia ved at udvide den. |